# Estação Jussieu
Jussieu é uma estação das linhas 7 e 10 do Metrô de Paris, localizada no 5.º arrondissement de Paris, na place Jussieu.

## História
A estação foi inaugurada em 26 de abril de 1931. Foi o terminal oriental da linha 10 até 1939.
Era chamada antigamente Jussieu — Halle-aux-vins, mas permanece até hoje como o nome de Jussieu, porque a petite Halle aux vins, criada por Napoleão I, desapareceu e em seu lugar se encontra no presente (desde 1957) o campus de Jussieu. Jussieu é o nome de uma família francesa que tem dado origem do século XVII ao século XIX a vários botânicos.
As plataformas das duas linhas foram renovadas em estilo "Andreu-Motte" em 1975, mas pela primeira vez com telhas planas no lugar das tradicionais telhas biseladas.
Em 2011, 4 112 862 passageiros entraram nesta estação. Ela viu entrar 4 202 204 passageiros em 2013, o que a coloca na 115ª posição das estações de metrô por sua frequência.

## Serviços aos Passageiros

### Acesso
A estação tem dois acessos: o primeiro rue Linné e o segundo na place Jussieu. Esse último é equipado com uma escada rolante.

### Plataformas
As estações das duas linhas são posicionadas no mesmo nível em paralelo. As plataformas da linha 10 têm 75 metros de comprimento, enquanto que as da linha 7, ligeiramente em curva, têm 105 metros. Passagens com o pé-direito comum nas duas abóbadas permitem uma correspondência direta entre a plataforma da linha 10 em direção a Gare d'Austerlitz e as da linha 7 em direção a Mairie d'Ivry ou Villejuif - Louis Aragon.

### Intermodalidade
A estação é servida pelas linhas 67 e 89 da rede de ônibus RATP.

## Pontos turísticos
- Campus de Jussieu (Universidade Pierre e Marie Curie e o Institut de physique du globe de Paris)
- Arenas de Lutécia
- Jardim das Plantas
- Museu Nacional de História Natural
- Instituto do Mundo Árabe

## Galeria de fotografias

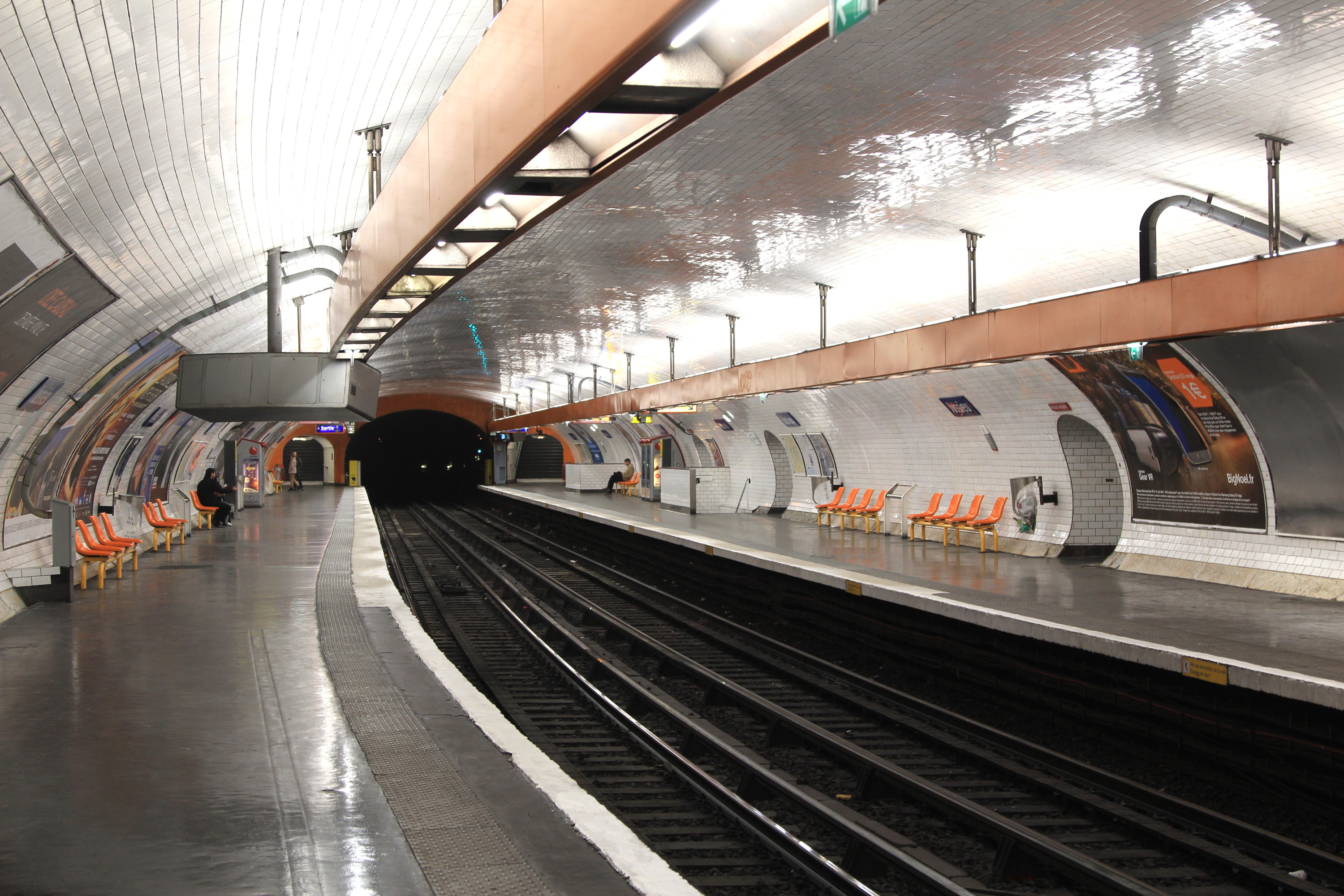
Plataformas da linha 7.
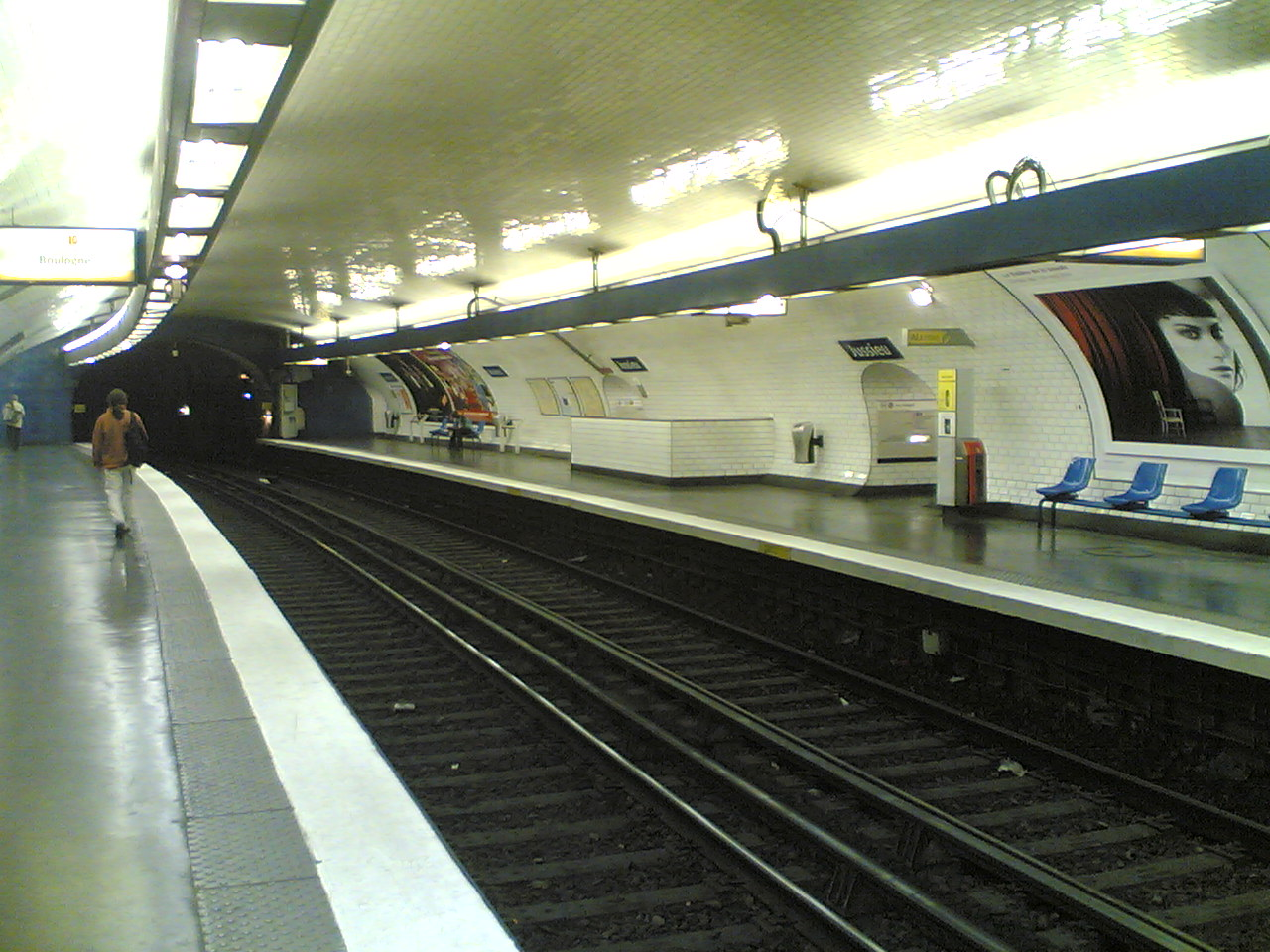
Plataformas da linha 10.